# Omid Nouripour
Omid Nouripour (en persa: امید نوری‌پور ; Teherán, 18 de junio de 1975) es un político alemán de la Alianza 90/Los Verdes que se ha desempeñado como miembro del Bundestag desde 2006, en representación del estado de Hesse. En 2022 fue elegido copresidente de su partido junto a Ricarda Lang, ejerciendo como tal hasta 2024.
Nouripour es el portavoz de asuntos exteriores de su grupo parlamentario, y es miembro de la Comisión de Asuntos Exteriores y de la Comisión de Finanzas. Es de origen iraní y se mudó a Alemania cuando era niño.

## Biografía
Nouripour nació en Teherán. En 1988, a los 13 años, Nouripour emigró a Fráncfort del Meno, Alemania Occidental, con su familia. Allí estudió el bachilklerato y se unió a los Verdes en 1996. Estudió alemán, ciencias políticas, derecho, sociología, filosofía y economía en la Universidad de Maguncia, pero no obtuvo un título.
En 2002, Nouripour se convirtió en ciudadano alemán. Debido a que Irán no permite que sus ciudadanos renuncien a su ciudadanía, ese país también lo considera un ciudadano iraní.

## Trayectoria política
Nouripour fue elegido miembro del Bundestag en 2006 como el segundo miembro de ascendencia iraní (después de Michaela Noll-Tadjadod), ocupando el puesto vacante del ex Ministro de Asuntos Exteriores Joschka Fischer. Desde entonces, representa al distrito de Frankfurt am Main II y fue reelegido en 2009, 2013, 2017 y 2021.
Entre 2006 y 2013, Nouripour fue miembro del Comité de Defensa y del Comité de Presupuesto, donde se desempeñó como relator de su grupo parlamentario sobre los presupuestos anuales del Ministerio Federal de Asuntos Exteriores (AA), el Ministerio Federal del Interior (BMI), el Ministerio Federal de Salud (BMG), el Tribunal Federal de Cuentas (BRH) y la Oficina del Presidente Federal.
Nouripour ha sido miembro del Comité de Asuntos Exteriores desde 2014 y del Comité de Finanzas desde 2021. También se desempeñó en el Comité de Derechos Humanos y Ayuda Humanitaria desde 2014 hasta 2017. Ha escrito extensamente sobre migración y es el orador del Partido Verde sobre temas migratorios y refugiados.
En julio de 2015, Nouripour se unió al Ministro de Relaciones Exteriores de Alemania, Frank-Walter Steinmeier, en un viaje a Cuba. Era la primera vez que un Ministro de Relaciones Exteriores alemán visitaba Cuba desde la reunificación alemana en 1990.
Además de sus asignaciones en comités, Nouripour ha sido presidente del Grupo de Amistad Parlamentario Germano-Ucraniano desde 2018. Ya desde 2014, también se ha desempeñado como vicepresidente del Grupo de Amistad Parlamentario Alemán-Estadounidense y del Grupo de Amistad Parlamentario Germano-Ucraniano.
En junio de 2020, Nouripour se convirtió en miembro de la recién fundada Alianza Interparlamentaria sobre China.
En las negociaciones para formar la llamada "coalición semáforo" entre el SPD, los Verdes y el FDP tras las elecciones federales de 2021, Nouripour encabezó la delegación de su partido en el grupo de trabajo sobre política exterior, defensa, cooperación al desarrollo y derechos humanos; sus copresidentes de los otros partidos fueron Heiko Maas y Alexander Lambsdorff.
En 2022 fue elegido copresidente de su partido junto a Ricarda Lang.